# Lissosculpta javanica
Lissosculpta javanica là một loài tò vò trong họ Ichneumonidae.